# Difesa del Forte di Traversette (1945)
La difesa del Forte di Traversette o difesa del Redoute Ruinée, nel 1945, fu un episodio della seconda battaglia delle Alpi. Il Forte di Traversette, noto anche in lingua francese "Redoute Ruinée" (Fortezza della ridotta in rovina) era un antico forte piemontese sul Colle delle Traversette che fu ricostruito nel XIX secolo dalla Francia come parte della Ligne Alpine. Difendeva il passo del Piccolo San Bernardo. Durante l'invasione italiana della Francia nel giugno 1940, il forte fu catturato dall'Italia. Nell'aprile del 1945 era detenuto dalle forze della Repubblica Sociale Italiana e venne attaccato dai francesi.

## Contesto strategico
All'inizio di aprile 1945 il 4º Reggimento Alpini della 2ª Divisione "Littorio" ingaggiò un lungo scontro che andava dal Rifugio Benevolo vicino a Rhêmes a La Forclaz, passando attraverso diverse cime tra cui il Roc de Belleface e Traversette. Il 10 aprile, i francesi catturarono il Roc de Belleface, ma fu rioccupato dagli Alpini e da alcune truppe tedesche del 100º reggimento Gebirgsjäger il giorno seguente. Il 25 aprile, la 27ª Divisione di fanteria alpina francese sotto il generale Eugène Molle si preparava ad entrare nel territorio italiano (Valle d'Aosta) attraverso il Piccolo San Bernardo.
Tra il 23 e il 25 aprile, i tedeschi abbandonarono le loro posizioni sul fronte di Aosta, tra cui il Forte di Traversette. Fu ordinato loro di concentrarsi a sud di Ivrea. Durante il ritiro, furono perseguitati dai partigiani italiani. Sebbene intendessero far saltare in aria ponti e tunnel e rendere inutilizzabili l'autostrada (Statale 26) e la ferrovia, il comandante del 4º reggimento, il tenente colonnello Armando De Felice, minacciò le truppe tedesche con ritorsioni per impedire le demolizioni. Il 27 aprile, De Felice contattò Augusto Adam, il leader locale dei partigiani affiliati al Comitato di Liberazione Nazionale per garantire la sua cooperazione contro qualsiasi invasione francese del territorio italiano, che fu concessa.

## Attacchi francesi
I francesi attaccarono per la prima volta il Forte di Traversette il 21 dicembre 1944 nel quale caddero due alpini del battaglione Varese, ma l'attacco venne sventato. Il 23 marzo iniziò un secondo attacco al Piccolo San Bernardo anch'esso sventato al prezzo di 1 caduto del btg. Varese. Il 27 marzo, l'artiglieria francese iniziò a martellare il forte mentre il 13º battaglione di Chasseurs Alpins avanzò sul forte. Una forte nebbia impedì di individuare con precisione l'artiglieria e l'attacco fu annullato. Un secondo assalto il 31 marzo portò alla cattura di Le Roc Noir, ma il Forte di Traversette resistette.
Alla fine di aprile il forte fu presidiato da un plotone di quarantasei esploratori-Arditi del 4º Reggimento sotto Antonio Rossitto. Gli Chasseurs Alpins attaccarono il forte nelle notti del 27/8 e del 28/9 aprile e vi furono seri combattimenti. La mattina del 29 aprile, De Felice ordinò che tutte le sue posizioni sul suolo francese, incluso il Forte di Traversette, fossero abbandonate. Quel giorno i francesi occuparono il forte. Fu, insieme al Roc de Belleface, occupato anche quel giorno, gli ultimi pezzi di suolo francese sotto l'occupazione italiana.
Il ritiro degli italiani nel proprio territorio fu volutamente lento, su suggerimento di Adam, in modo da scoraggiare i francesi. Era completo quando la Resa di Caserta entrò in vigore il 2 maggio. Il 4º Reggimento Alpini si arrese alle forze statunitensi ad Aosta due giorni dopo.